# Psychotria asiatica
Psychotria asiatica är en måreväxtart som beskrevs av Carl von Linné. Psychotria asiatica ingår i släktet Psychotria och familjen måreväxter. Inga underarter finns listade i Catalogue of Life.

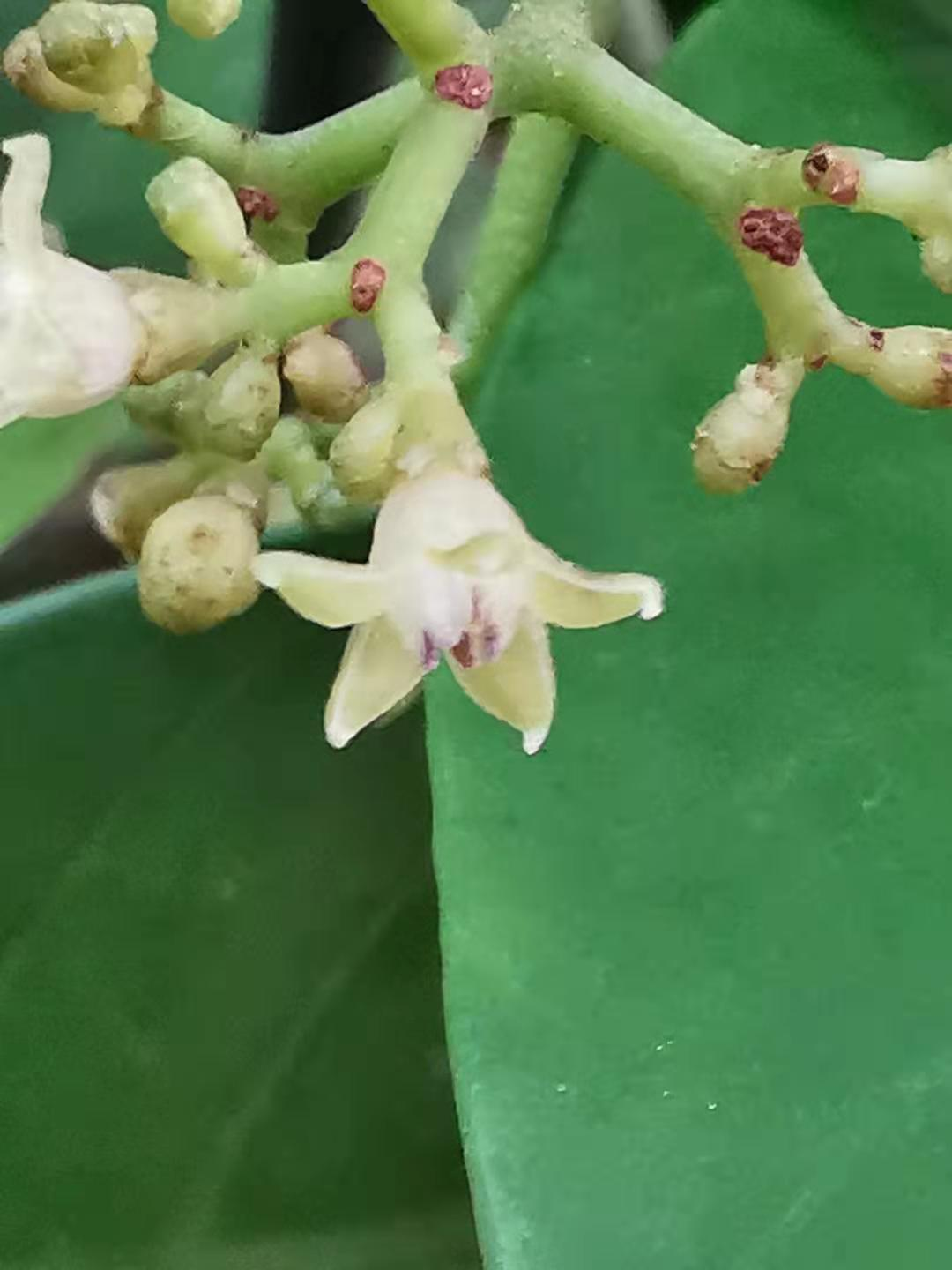
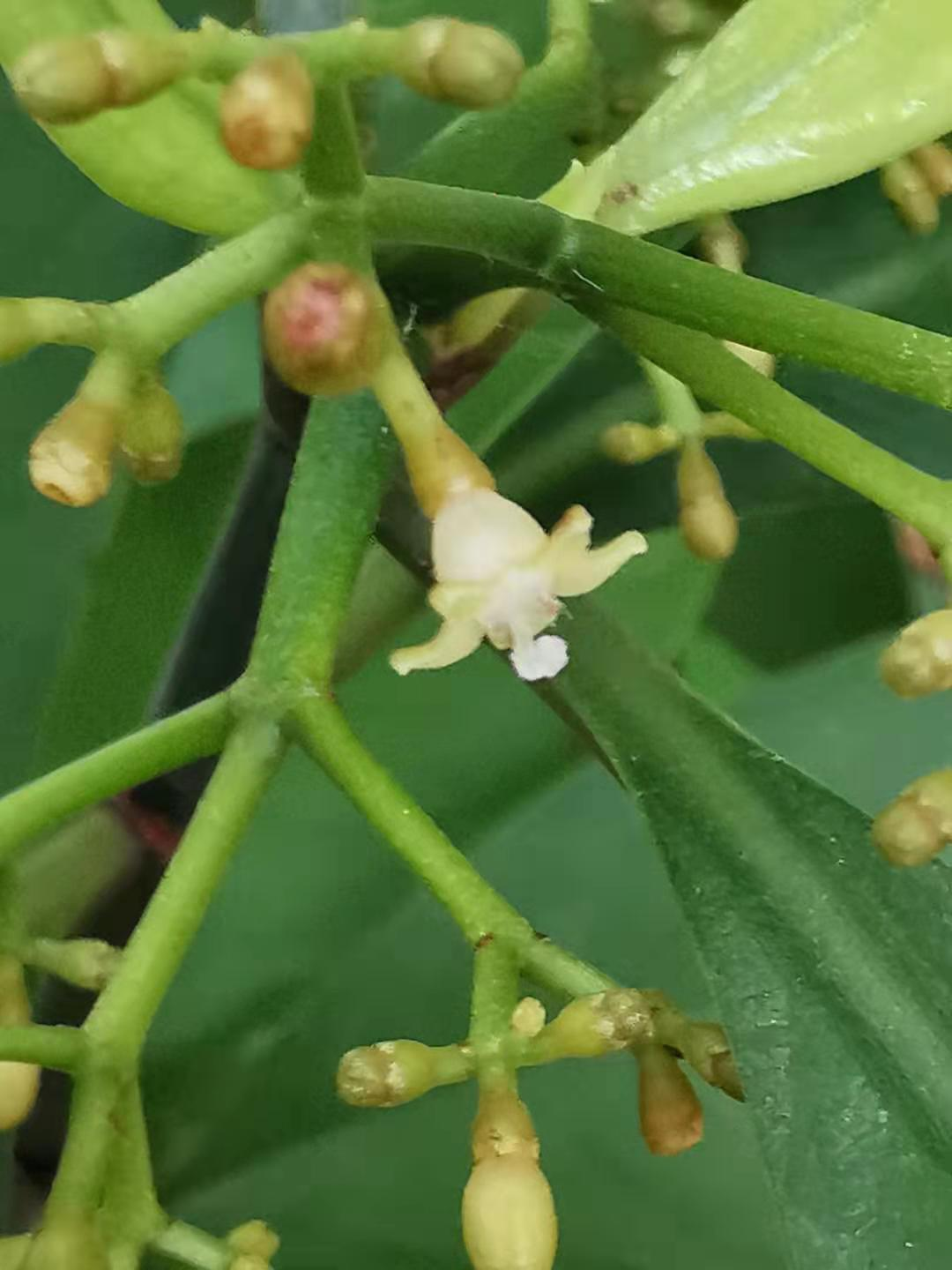
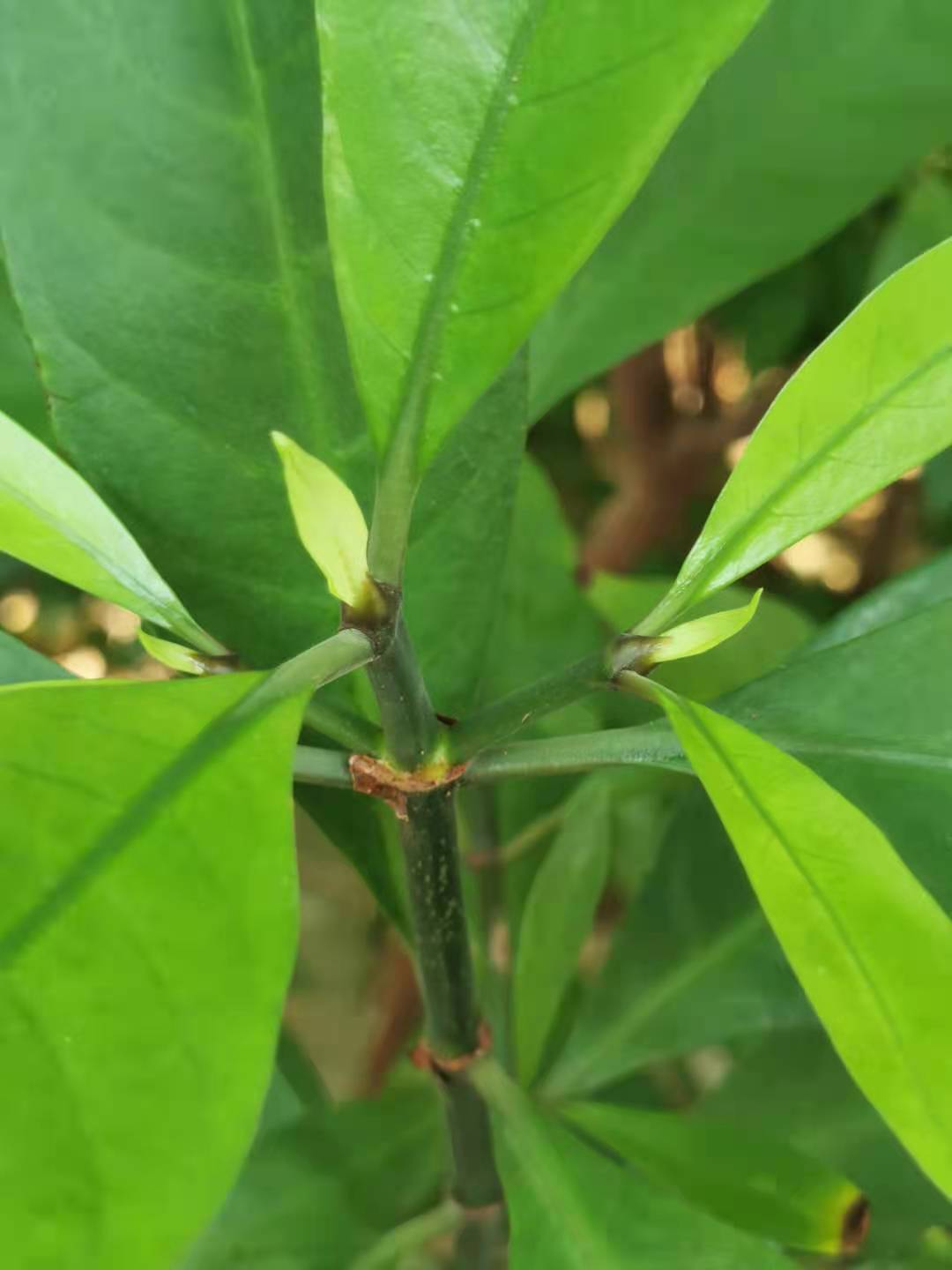
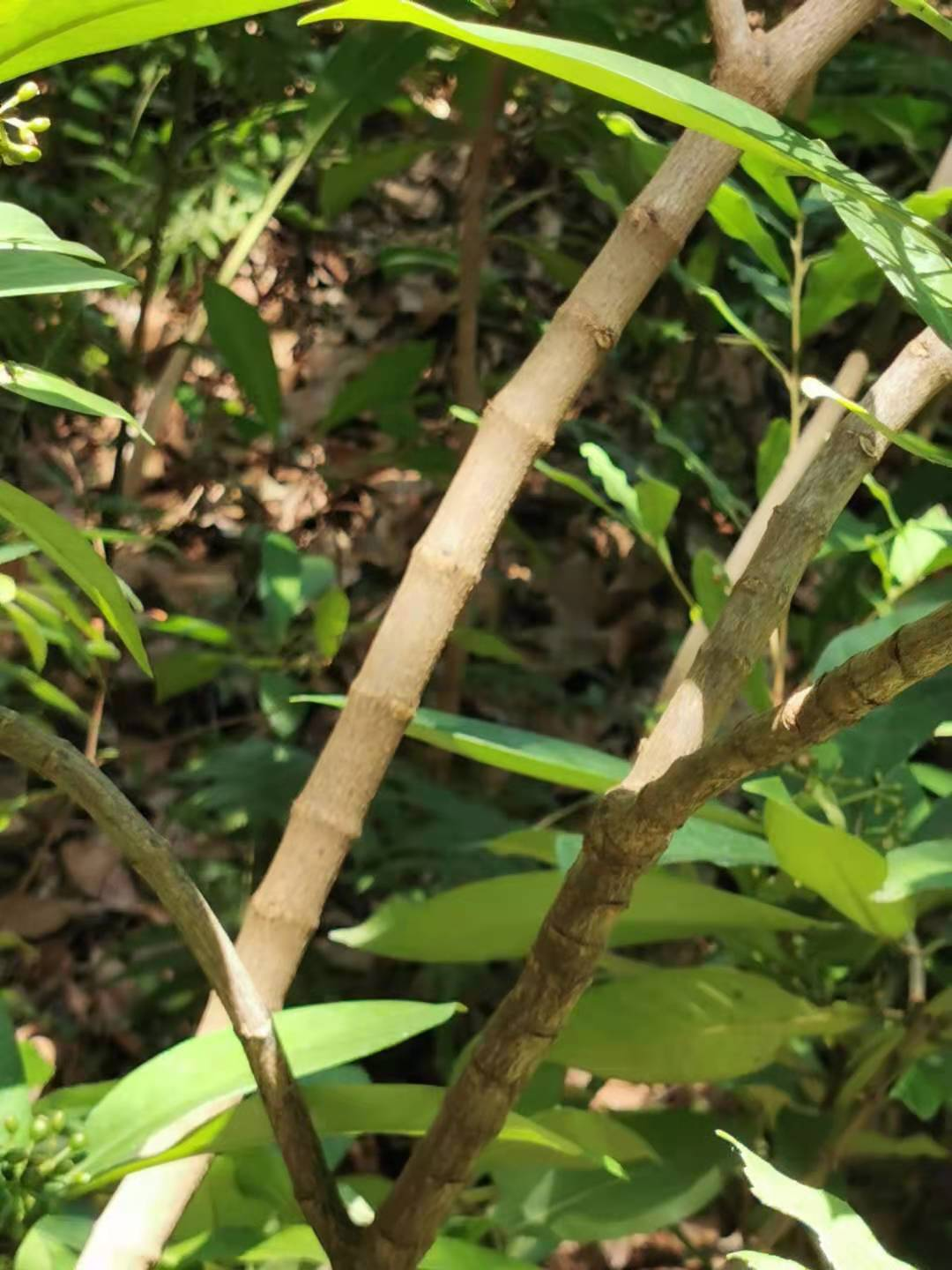
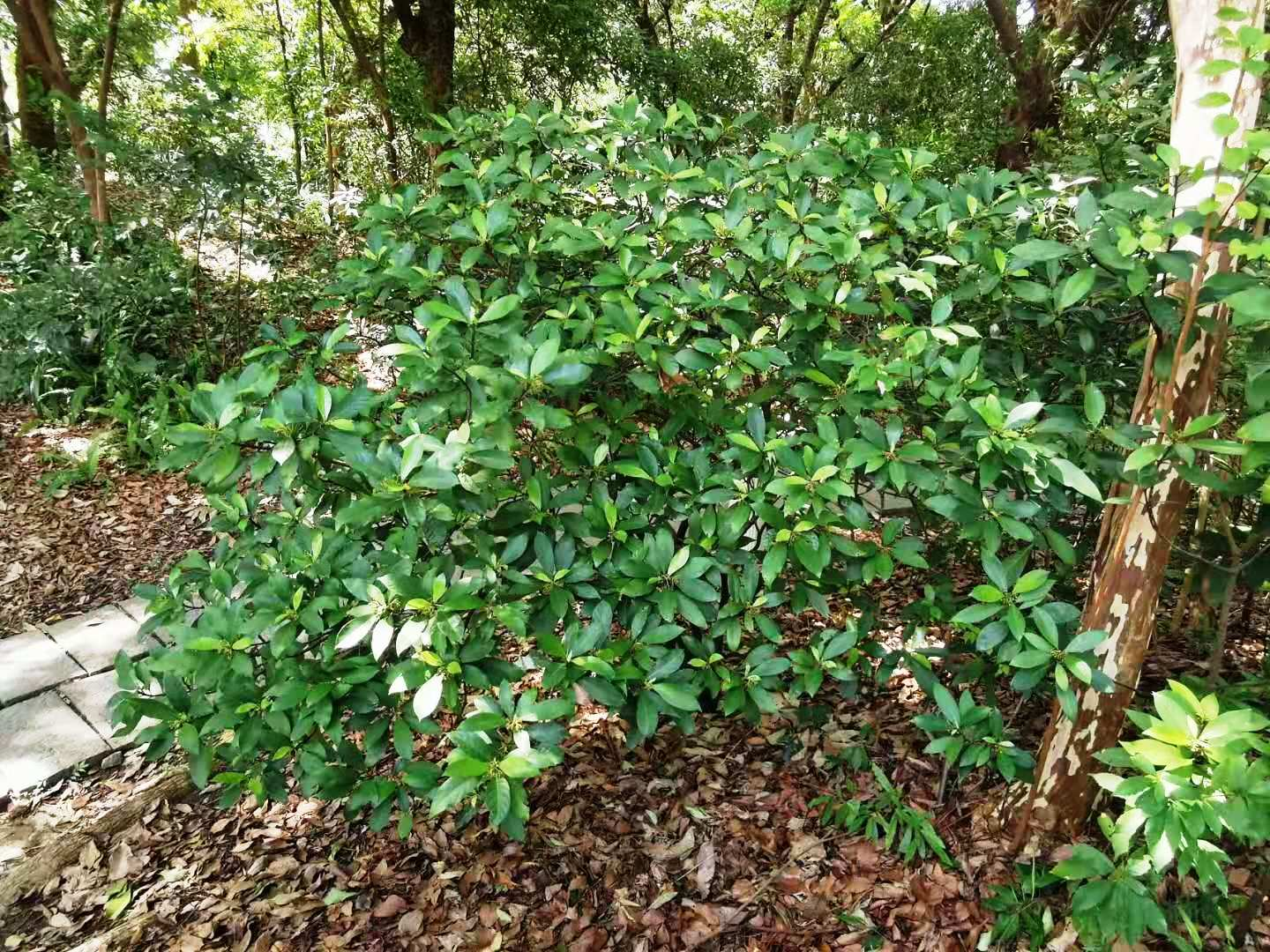